# Farmacia Vaticana
La Farmacia Vaticana "Paolo VI" è l'unica farmacia presente nella Città del Vaticano. Attualmente situata nella via della Porta Sant'Anna, fu fondata nel 1874 da Eusebio Ludvig Fronmen, membro dei Fatebenefratelli.
Secondo fonti vaticane è la farmacia più frequentata al mondo con 2000 clienti al giorno. La farmacia ha 54 dipendenti.
L'attuale direttore della farmacia è fra Binish Thomas Mulackal, dell'Ordine ospedaliero di San Giovanni di Dio. Nonostante il direttore della farmacia sia sempre stato un membro dell'Ordine, lo staff di farmacisti, negli ultimi trent'anni, è composto da laici.

## Storia
La farmacia fu fondata nel 1874 quando il Cardinale Segretario di Stato Giacomo Antonelli chiese ad Eusebio Ludvig Fronmen, che dirigeva la farmacia dell'ospedale San Giovanni di Dio all'Isola Tiberina, di occuparsi di fornire i farmaci ai cardinali ed al papa, che durante la questione romana si era proclamato prigioniero in Vaticano.
La farmacia fu solo una sorta di dispensario fino al 1892 quando iniziò ad operare a pieno regime. Nel 1917 la farmacia fu spostata  a Porta Sant'Anna vicino all'ingresso principale del Vaticano. Ai tempi, la Farmacia Vaticana divenne molto popolare poiché offriva farmaci che altrimenti sarebbero stati introvabili a Roma. Anche oggi, forse per il complicato iter di approvazione dei farmaci nell'ordinamento italiano, la farmacia spesso dispone di alcuni farmaci qualche mese prima rispetto all'Italia.
Dopo i Patti Lateranensi del 1929, la farmacia fu trasferita nella sua attuale posizione in Palazzo Belvedere dietro l'ufficio postale centrale vaticano.

## Prodotti
La farmacia non ha in commercio prodotti che siano contrari alla morale cattolica come contraccettivi, farmaci abortivi, farmaci contenenti sildenafil o marijuana. La farmacia vende anche prodotti di bellezza e profumi.
I prezzi di molti prodotti sono meno cari, dal 12 al 25%, rispetto a quelli delle farmacie della confinante Italia.
Il rimedio più richiesto è l'Hamolind, un lenitivo per le emorroidi non disponibile in Italia.